# Favolaschia varariotecta
Favolaschia varariotecta är en svampart som beskrevs av Singer 1945. Favolaschia varariotecta ingår i släktet Favolaschia och familjen Mycenaceae.   Inga underarter finns listade i Catalogue of Life.